# Poptella brevispina
Poptella brevispina in Suriname wel tjongobe genoemd, is een straalvinnige vissensoort uit de familie van de karperzalmen (Characidae). De wetenschappelijke naam van de soort is voor het eerst geldig gepubliceerd in 1989 door Reis.
Deze zoetwatervis wordt tot 8,8 cm lang en 12 g zwaar en komt voor in de stroomgebieden van Trombetas boven-Branco en beneden-Tocatins en de kustrivieren van Guyana, Suriname en Pará, Brazilië. Het is een vis van kreken met zandbodems, De voortplanting geschiedt in de regentijd.
De vis wordt in het Brokopondostuwmeer aangetroffen.

## Beeldgalerij
- Video van Poptella brevispina en de meerval Pimelodella cristata